# Utopi
Utopi, et græsk ordspil på ou-topos (= ikke-sted) og eu-topos (= godt sted).
Et uopnåeligt eller urealiserbart ideal.
Ordet er brugt første gang i 1516 som titel på Thomas Mores samfundskritiske bog, Utopia, der beskrev et idealsamfund. Ludvig Holberg havde uden tvivl dette værk i tankerne, da han skrev romanen Niels Klims underjordiske Rejse (1741), hvor landet "Potu" (stavet bagfra er hentydningen til utopi/Utopia tydelig) optræder som idealsamfundet. Mest kendt er dog skildringen af Atlantis som idealstaten, omtalt i to af Platons dialoger.
I 300-tallet f.Kr skrev den græske litterat Euhemeros en nu tabt, utopisk roman, hvor han forsøgte at forklare religionernes ophav. Fra omtaler ved vi, at han i værket beskrev guderne som tidligere tiders fyrster og høvdinge. Denne forestilling, kaldt euhemerisme, har været nærliggende i en tid, hvor apoteose - guddommeliggørelse af afdøde fyrster - var almindeligt, og sofisten Kritias havde udtalt, at religion skyldes kløgtig politisk beregning.
Begrebet bruges ofte i politik om "det perfekte". "Utopisk" er et positivt begreb, omend det til tider bruges negativt som "hans ideer er utopiske" (de er naive/uigennemtænkte).
Utopi er også en genre inden for science fiction. Det modsatte af utopi er dystopi. Den dystopiske roman beskriver en mareridtagtig verden, som George Orwells 1984 og Aldous Huxleys Fagre nye verden, eller filmen Blade Runner.